# Yquelon
Yquelon är en kommun i departementet Manche i regionen Normandie i norra Frankrike. Kommunen ligger i kantonen Granville som tillhör arrondissementet Avranches. År 2022 hade Yquelon 1 186 invånare.

## Befolkningsutveckling
Antalet invånare i kommunen Yquelon
| Referens: INSEE |